# 黑鰭大辮魚
黑鰭大辮魚為輻鰭魚綱辮魚目辮魚科的其中一種，分布於東摩洛哥至南非海域，棲息深度200-700公尺，屬深海魚類，體長可達200公分，棲息在大陸坡，屬肉食性，以魚類及無脊椎動物等為食。

## 擴展閱讀
維基物種上的相關：黑鰭大辮魚